# Liste du patrimoine mondial en République centrafricaine
Cet article recense les sites inscrits au patrimoine mondial en république centrafricaine.

## Statistiques
La république centrafricaine ratifie la Convention pour la protection du patrimoine mondial, culturel et naturel le 22 octobre 1980. Le premier site protégé est inscrit en 1988.
En 2015, la république centrafricaine compte 2 sites inscrits au patrimoine mondial, tous deux naturels.
Le pays a également soumis 9 sites à la liste indicative, 6 culturels, 2 naturels et 1 mixte.

## Listes

### Patrimoine mondial
Les sites suivants sont inscrits au patrimoine mondial.
| Site                                     | Préfecture        | Type              | Date | Superficie (ha) | Lien | Notes                                                                 | Coordonnées                      | Illus. |
| ---------------------------------------- | ----------------- | ----------------- | ---- | --------------- | ---- | --------------------------------------------------------------------- | -------------------------------- | ------ |
| Parc national du Manovo-Gounda St Floris | Bamingui-Bangoran | Naturel (ix), (x) | 1988 | 1 740 000       | 475  | En péril depuis 1997.                                                 | 9° 00′ nord, 21° 30′ est         |        |
| Trinational de la Sangha                 | Sangha-Mbaéré     | Naturel (ix), (x) | 2012 | 746 309         | 1380 | Site transfontalier commun avec le Cameroun et la République du Congo | 2° 36′ 32″ nord, 16° 33′ 14″ est |        |

### Liste indicative
Les sites suivants sont inscrits sur la liste indicative.
| Site                                                                                              | Préfecture        | Type              | Date | Superficie (ha) | Lien | Notes | Coordonnées                      | Illus. |
| ------------------------------------------------------------------------------------------------- | ----------------- | ----------------- | ---- | --------------- | ---- | ----- | -------------------------------- | ------ |
| La colline et la plaine, la rivière Oubangui et le patrimoine colonial bâti de la ville de Bangui | Lobaye            | Culturel          | 2006 |                 | 4011 |       | 4° 21′ 00″ nord, 18° 34′ 01″ est |        |
| Le Tata (palais fortifié) du Sultan Sénoussi, les grottes de Kaga-Kpoungouvou, la ville de Ndélé  | Bamingui-Bangoran | Culturel          | 2006 |                 | 4004 |       | 8° 24′ nord, 20° 39′ est         |        |
| Les gravures rupestres de Lengo                                                                   | Mbomou            | Culturel          | 2006 |                 | 4006 |       |                                  |        |
| Les mégalithes de Bouar                                                                           | Nana-Mambéré      | Culturel          | 2006 |                 | 4003 |       | 5° 54′ nord, 15° 15′ est         |        |
| Les sites paléo-métallurgiques de Bangui                                                          | Bangui            | Culturel          | 2006 |                 | 4005 |       | 4° 25′ 01″ nord, 18° 33′ 00″ est |        |
| Les vestiges du train de Zinga                                                                    | Lobaye            | Culturel          | 2006 |                 | 4007 |       | 7° nord, 8° est                  |        |
| La réserve intégrale de la Mbaéré-Bondingué                                                       | Sangha-Mbaéré     | Naturel (ix), (x) | 2006 |                 | 4009 |       | 4° 34′ 01″ nord, 16° 16′ 59″ est |        |
| Les chutes de la Mbi                                                                              | Ombella-M'Poko    | Naturel (vii)     | 2006 |                 | 4010 |       | 4° 55′ 01″ nord, 17° 37′ 59″ est |        |
| La forêt et les campements résidentiels de référence pygmée aka de la république Centrafricaine   | Lobaye            | Mixte (x)         | 2006 |                 | 4012 |       | 3° 31′ 01″ nord, 18° 34′ 59″ est |        |